# Mi történt Baby Jane-nel?
A Mi történt Baby Jane-nel? (eredeti cím: What Ever Happened to Baby Jane?) 1962-ben bemutatott amerikai fekete-fehér thrillerfilm Robert Aldrich rendezésében. A főszerepeket Bette Davis és Joan Crawford alakította.
Az Egyesült Államokban 1962. október 31-én mutatták be.

## Cselekmény
A film a Hudson testvérek életébe nyújt betekintést. Baby Jane-nek mindene megvolt, ünnepelt sztár volt gyerekkorában. Azonban az idő eljárt felette, és mindenki elfelejtette őt. Mostanra egy megkeseredett ember vált belőle, aki sokszor néz az üveg fenekére. Az egyetlen boldogsága a régi emlékek felidézése, és hogy még mindig azt hiszi magáról, hogy ő a világ legnagyobb sztárja. A testvérével, Blanche-al él, akit állandóan kínoz, kezdetben csak apró dolgokkal, aztán testi fájdalmakat is okoz neki.
Blanche felnőttkorára vált sztárrá, Hollywood legnagyobb színésznője lett belőle. A filmjeit szinte mindenki szereti, a neve örökre beíródott a filmtörténelembe. De a karrierje egy baleset miatt megtört, most tolószékhez van kötve. Az összegyűjtött pénz is fogyóban van, ezért azt tervezi, hogy megválik az óriási háztól, amiben lakik.
Blanche a mozgáskorlátozottsága miatt ki van szolgáltatva Baby Jane-nek, akit egy csengő segítségével szokott szólítani. Az egyetlen lelki társa a bejárónő, akivel meg tudja osztani az érzéseit. Baby Jane teherként tekint rá, de mivel az ő vagyonából él, ezért elvégzi a feladatát. De egy idő után elborul az agya és kegyetlenül elbánik a testvérével.

## Szereplők
| Színész            | Szerep                    | Magyar hang    |
| ------------------ | ------------------------- | -------------- |
| Bette Davis        | Baby Jane Hudson          | Tolnay Klári   |
| Joan Crawford      | Blanche Hudson            | Sütő Irén      |
| Marjorie Bennett   | Dehlia Flagg              | Vajay Erzsi    |
| Anna Lee           | Mrs. Bates                | Gombos Katalin |
| Victor Buono       | Edwin Flagg               | Balázs Péter   |
| Maidie Norman      | Elvira Stitt              | Voith Ági      |
| Robert Cornthwaite | Dr. Shelby                | Pathó István   |
| Wesley Addy        | Marty McDonald            | Somogyvári Pál |
| Julie Allred       | Baby Jane Hudson fiatalon |                |
| Bert Freed         | Ben Golden                | Horváth Pál    |
| Dave Willock       | Ray Hudson                | Végvári Tamás  |